# Internationale Gartenbauausstellung 1953

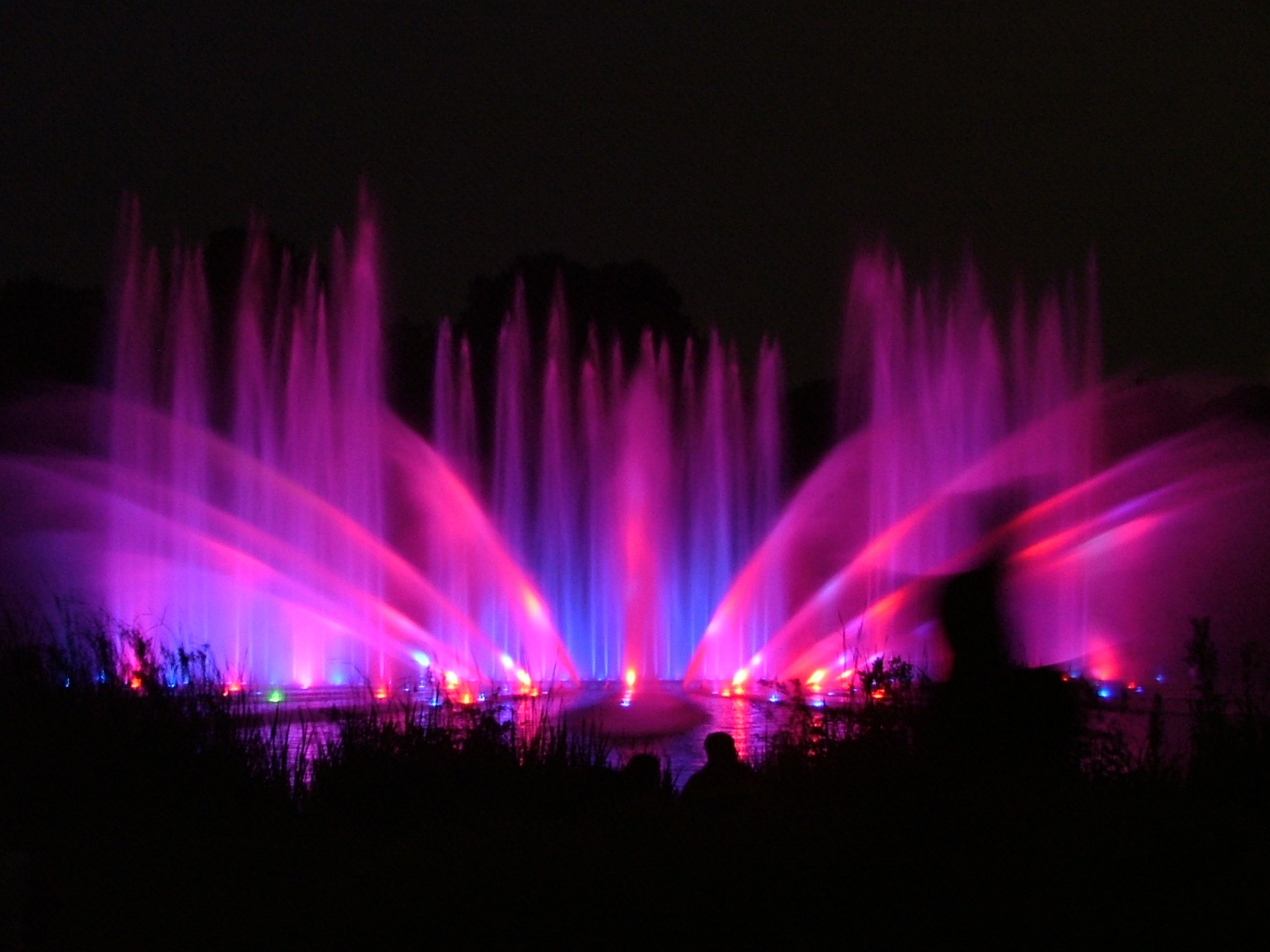
Die Wasserlichtorgel war eine der Hauptattraktionen.

Die Internationale Gartenbauausstellung 1953 (IGA) war zugleich die zweite Bundesgartenschau. Sie fand in Hamburg statt.

## Vorgeschichte
In Hamburg hatte es bereits 1869 und 1897 internationale Gartenbauausstellungen gegeben und auf dem Ausstellungsgelände von 1953, Planten un Blomen, 1935 auch eine Niederdeutsche Gartenschau.

## Die Gartenbauausstellung
Die Gesamtleitung der Gartenbauausstellung lag bei Karl Plomin. Sie wurde durch Bundespräsident Theodor Heuss eröffnet. Die Ausstellung fand auf dem Gelände Planten un Blomen statt, umfasste 35 ha und dauerte vom 30. April bis zum 11. Oktober 1953 (165 Tage) und hatte 5 Mio. Besucher. Über das eigentliche Ausstellungsgelände hinaus wurden in dem noch schwer kriegsgeschädigten Hamburg aus Anlass der Ausstellung weitere 2000 ha öffentliche Grünflächen und 1000 ha Friedhofsflächen in Stand gesetzt und zum Teil neu gestaltet (darunter der Alsterpark). Der reguläre Eintrittspreis in die Ausstellung betrug 2 DM. Eine 50%ige Ermäßigung gab es für Eisenbahner.